# グレン・キーン
グレン・キーン（Glen Keane、1954年4月13日 - ）はアメリカ合衆国のアニメーター、映画監督。ペンシルベニア州生まれ。

## 経歴

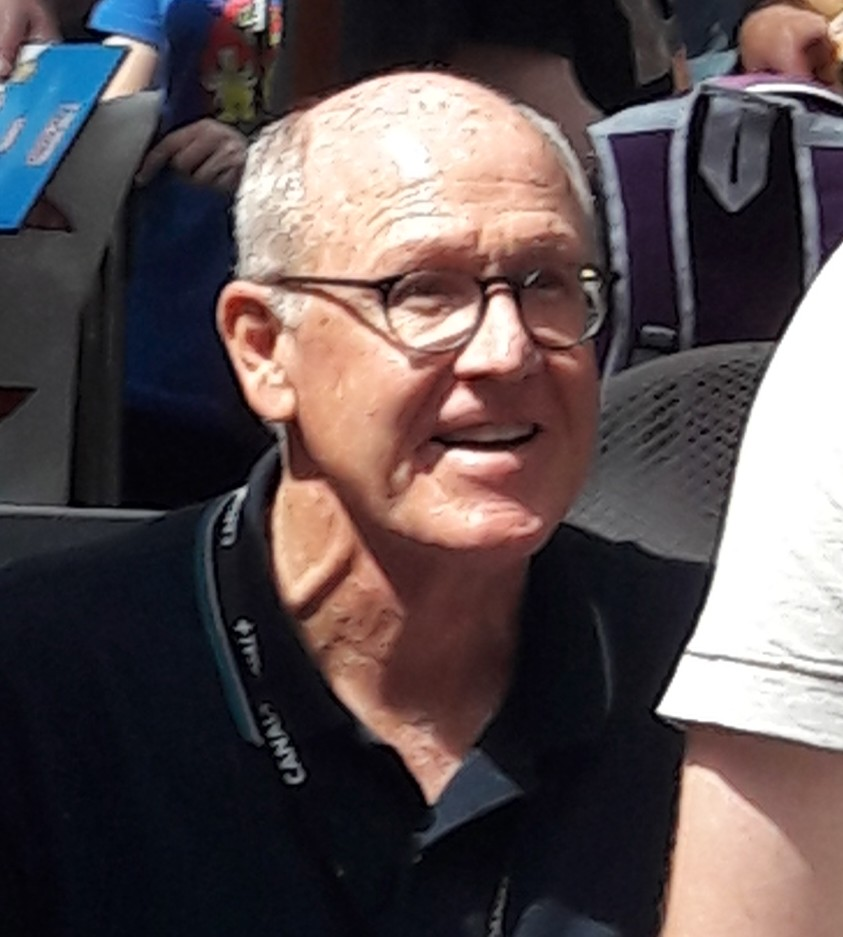
イベントに参加したファンと会話をするグレン・キーン。

マンガ家ビル・キーンと妻テルマの息子として生まれる。父の代表作『The Family Circus』に登場するビリー少年はグレンがモデルで、後に本作がアニメ化された際にはアニメーターとして参加している。
1974年にカリフォルニア芸術大学を卒業後、ウォルト・ディズニー・スタジオに入社。数本のアニメーション映画に携わった後、82年の映画『トロン』のCG映像に影響を受けたキーンは、同僚のジョン・ラセターと共にモーリス・センダックの絵本『かいじゅうたちのいるところ』を題材に、30秒間のテスト映像を製作した。しかしスタジオはCG製作に莫大な費用がかかることから、映画化を中止にした。このテスト映像は、カメラが360度回り込むなど、後の『美女と野獣』のCGを用いた舞踏場のシーンの前身となった。
その後、『リトル・マーメイド』『美女と野獣』など、多くの作品に作画監督として参加し、主人公格のデザインや作画を担当している。
子供向けの聖書本の作者とイラストレーションを担当している。
第20回アニー賞でOutstanding Individual Achievement in the Field of Animationを、第35回アニー賞でウィンザー・マッケイ賞を受賞した。
2020年、初監督作品となるCGアニメ『フェイフェイと月の冒険』がNetflixで配信予定。

## フィルモグラフィー
米国のアニメーションは、基本的にキャラクター別にアニメーターが割り当てられる。ここではキーンが担当したキャラクターとその作品名、米国公開年等を記す。
| 公開年 | 題                                           | クレジット                                                         | キャラクター                         | 備考欄                                |
| ------ | -------------------------------------------- | ------------------------------------------------------------------ | ------------------------------------ | ------------------------------------- |
| 1973   | まんが宇宙大作戦                             | レイアウト・アーティスト                                           |                                      | Filmation Studios制作のテレビシリーズ |
| 1977   | ビアンカの大冒険                             | キャラクター・アニメーター                                         | ペニー、バーナード                   |                                       |
| 1977   | ピートとドラゴン                             | キャラクター・アニメーター                                         | エリオット                           |                                       |
| 1979   | A Family Circus Christmas                    | アニメーター モデル                                                |                                      |                                       |
| 1981   | きつねと猟犬                                 | スーパーバイジング・アニメーター                                   | クマ                                 |                                       |
| 1982   | A Family Circus Easter                       | モデル                                                             |                                      |                                       |
| 1983   | ミッキーのクリスマスキャロル                 | アニメーター                                                       | 巨人のウィリー                       |                                       |
| 1985   | コルドロン                                   | キャラクターデザイナー                                             |                                      |                                       |
| 1986   | オリビアちゃんの大冒険                       | スーパーバイジング・アニメーター                                   | ラティガン                           |                                       |
| 1987   | The Chipmunk Adventure                       | アニメーター ストーリーボード・アーティスト                        |                                      |                                       |
| 1988   | オリバー ニューヨーク子猫ものがたり          | スーパーバイジング・アニメーター キャラクターデザイナー            | サイクス、ジョルジェット、フェイギン |                                       |
| 1989   | リトル・マーメイド                           | ディレクティング・アニメーター キャラクターデザイナー              | アリエル                             |                                       |
| 1990   | ビアンカの大冒険 ゴールデン・イーグルを救え! | スーパーバイジング・アニメーター キャラクターデザイナー            | マラフーテ                           |                                       |
| 1991   | 美女と野獣                                   | スーパーバイジング・アニメーター                                   | 野獣                                 |                                       |
| 1992   | アラジン                                     | スーパーバイジング・アニメーター                                   | アラジン                             |                                       |
| 1995   | ポカホンタス                                 | スーパーバイジング・アニメーター Visual Development ストーリー     | ポカホンタス                         |                                       |
| 1999   | ターザン                                     | スーパーバイジング・アニメーター ストーリー                        | ターザン                             |                                       |
| 2002   | トレジャー・プラネット                       | スーパーバイジング・アニメーター                                   | ジョン・シルバー                     |                                       |
| 2003   | ミッキーのフィルハーマジック                 | アニメーター                                                       | アリエル                             | ディズニーパークのアトラクション      |
| 2010   | 塔の上のラプンツェル                         | 製作総指揮 スーパーバイジング・アニメーター キャラクターデザイナー | ラプンツェル                         |                                       |

## 出版物
彼の聖書寓話の本には、擬人化されたアライグマのアダムと、ライオンの王様アレンが登場する。
作品の一覧はw:Glen Keane#Publicationsを参照。